# Meteorologický sloup v Liberci
Meteorologický sloup na náměstí Dr. Edvarda Beneše v Liberci ve stejnojmenném kraji je zapsaný jako kulturní památka v Ústředním seznamu nemovitých kulturních památek České republiky.Novorenesanční meteorologický sloup je zároveň součástí městské památkové zóny Liberec, vyhlášené 10. září 1992.

## Historie
Meteorologický sloup byl postaven v roce 1898 u nedávno dokončené radnice. Jako dodavatel a výrobce meteorologické skříňky pro sloup byl  vybrán Wilhelm Lambrecht z německého Göttingenu, renomovaný mechanik a specialista na tzv. povětrnostní sloupy, v němčině tehdy obvykle označované jako Wetterhäuschen nebo Wettersäulen. Iniciátory stavby meteorologického sloupu byli členové libereckého Horského spolku.

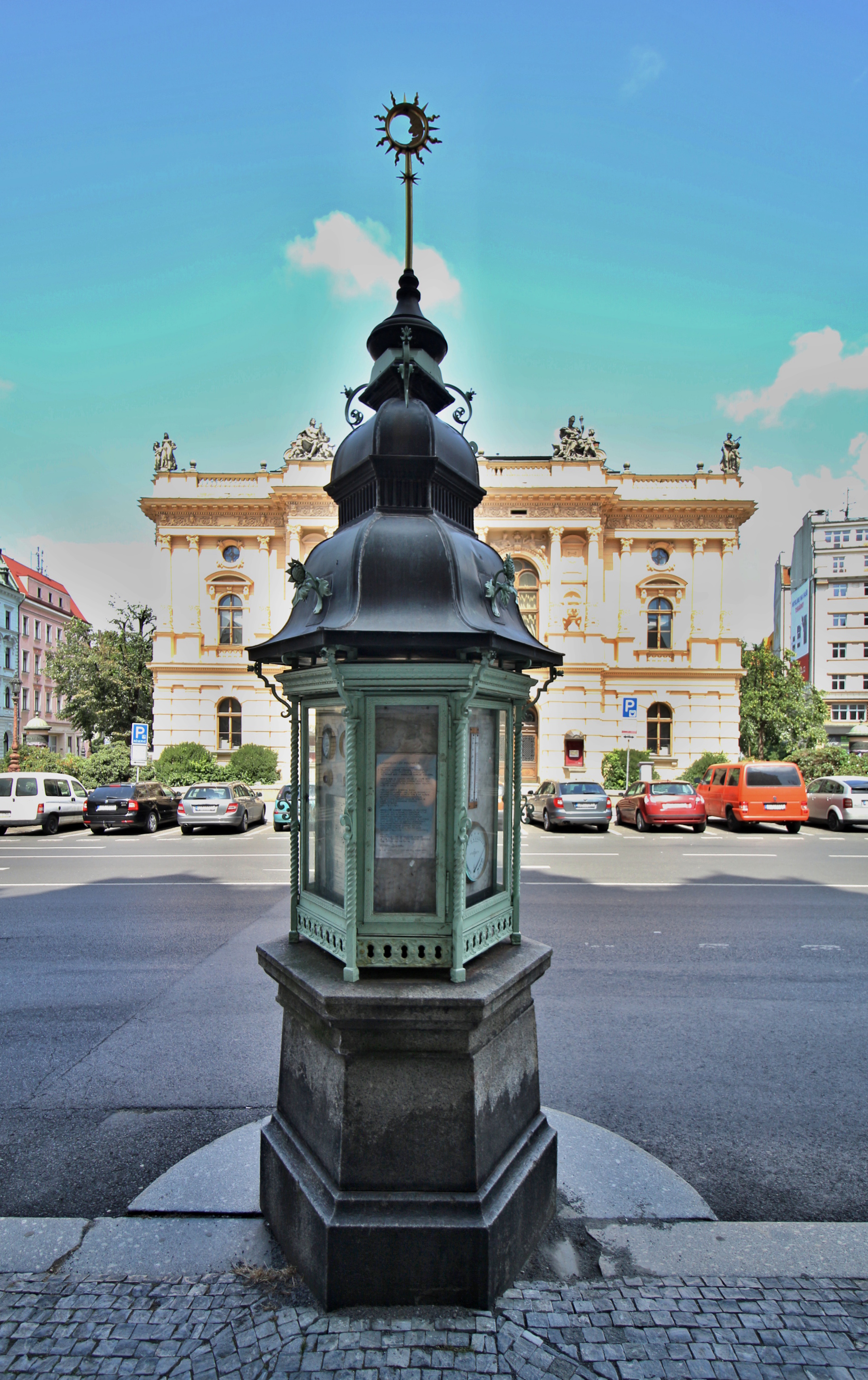
Pohled od radnice směrem k Šaldovu divadlu

## Popis

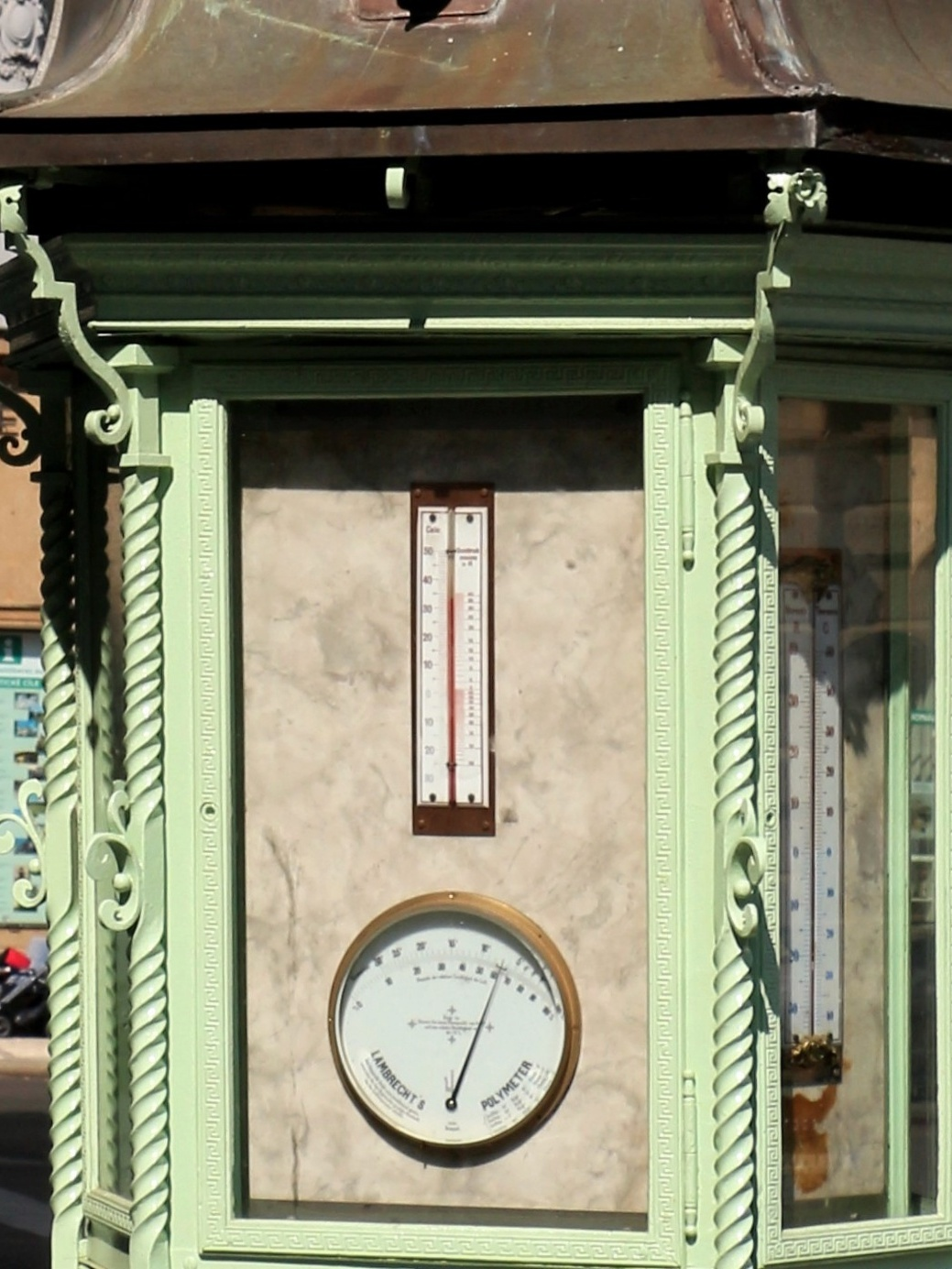
Lambrechtův polymetr v Liberci

Liberecký meteorologický sloup se nachází na náměstí Dr. E. Beneše při okraji chodníku před zadní, severovýchodní stranou radnice, přímo naproti Divadlu F. F. Šaldy. Jeho novorenesanční podoba koresponduje s novorenesanční radnicí, postavenou v letech 1888–1893 architektem Franzem Neumannem.
Kovová konstrukce meteorologické budky (model Hortensia podle katalogu výrobce - W. Lambrechta) je umístěná na šestibokém žulovém soklu s patkou a stupňovitou římsou. Budka je krytá plechovou mansardovou stříškou s kovovými aplikacemi v podobě slunečnic a má odemykatelné vitríny. Na střeše budky je trojboký nástavec  zakončený vrcholem ve tvaru kuželu, nad nímž je na tyči kruh s motivem Slunce a Měsíce.
Uvnitř vitrín meteorologické budky jsou na mramorových deskách připevněny měřící přístroje a popisné tabule. Mezi těmito přístroji jsou Lambrechtův polymetr, velký teploměr se stupnicí podle Réaumura a Celsia, velký teploměr maximo-minimální, thermohygroskop a holosterický barometr. Dva posledně uvedené přístroje jsou součástí unikátního Lambrechtova povětrnostního telegrafu. Termohygroskop, který je kombinací teploměru a vlasového vlhkoměru, ukazuje přibližně změnu rosného bodu za určitý časový interval. Informační destičky uvnitř vitrín stručně seznamují návštěvníky s jednotlivými přístroji.
Další (druhý) meteorologický sloup v Liberci se nachází od roku 1924 v Lidových sadech.

### Meteorologické sloupy v českých zemích
Meteorologický sloup v Liberci byl vytvořen v době, kdy v českých zemích nastal největší rozmach budování podobných veřejných meteorologických stanic. Jejich účelem bylo jednak operativní informování veřejnosti (v neposlední řadě i kvůli rozvíjejícímu se turismu) o stavu a vývoji počasí, a zároveň také vytváření míst, kde se lidé mohli setkávat a diskutovat. Meteorologické sloupy byly proto často umísťovány v centru měst, jako třeba právě v Liberci, v Doksech či v Hradci Králové nebo v Českých Budějovicích, případně v městských nebo lázeňských parcích, jako v Opavě, v Táboře nebo v Teplicích.
Obliba meteorologických sloupů, rozšířená zejména v oblasti střední Evropy (nejvíce v německých zemích - Německu, Švýcarsku a Rakousku), dosáhla svého vrcholu v období pozdního historismu a secese, tj. přibližně mezi roky 1880 až 1914, tedy do začátku první světové války.
Někdy byly na meteorologických sloupech umísťovány také telegrafické depeše s aktuální předpovědí počasí a lidé tak mohli porovnávat tyto předpovědi s údaji na meteorologických přístrojích. Ve výjimečných případech se tato praxe udržela až do 21. století – například na českobudějovickém sloupu je zveřejňována předpovědní mapa Českého hydrometeorologického ústavu. (Podobně je tomu ve Starém Smokovci ve Vysokých Tatrách, kde je takto zveřejňována předpověď počasí pro návštěvníky hor, přebíraná z webových stránek Slovenského hydrometeorologického ústavu.) Ve Znojmě vznikla po rekonstrukci meteorologického altánku unikátní kombinace původní konstrukce stavby z poloviny třicátých let 20. století s instalací moderní elektroniky.
Mezi renomované stavitele meteorologických sloupů a dodavatele jejich přístrojového vybavení patřili v uvedené době na území Rakousko-uherské monarchie právě Wilhelm Lambrecht či vídeňská firma Heinricha Kappellera, oceněná na Světové výstavě ve Vídni v roce1873 Medailí pokroku, a některé další evropské firmy. Tento zlatý věk budování veřejných meteorologických stanic trval zhruba od druhé poloviny 19. století až do doby druhé světové války.
Přehled existujících meteorologických sloupů naleznete v článku Seznam meteorologických sloupů v Česku.